# Festival de la Cançó d'Eurovisió 2014
El Festival de la Cançó de l'Eurovisió 2014 va ser la 59a edició d'aquest esdeveniment musical. Les dates aprovades per la UER foren el 6, 8 i 10 de maig de 2014, i van tindre lloc a Copenhaguen, la capital de Dinamarca. El país nòrdic va acollir aquesta edició gràcies al fet que la seva representant Emmelie de Forest va guanyar l'edició de 2013 a Malmö amb la cançó Only teardrops. Com a novetat d'aquesta edició, les normes del festival obligaren a publicar les votacions de cada membre del jurat per separat, així com el televot de cada país, per contribuir a una major transparència dels resultats.
Finalment, va resultar guanyadora Àustria amb Conchita Wurst com a representant, amb el tema Rise Like a Phoenix, amb 290 vots.

## Seu

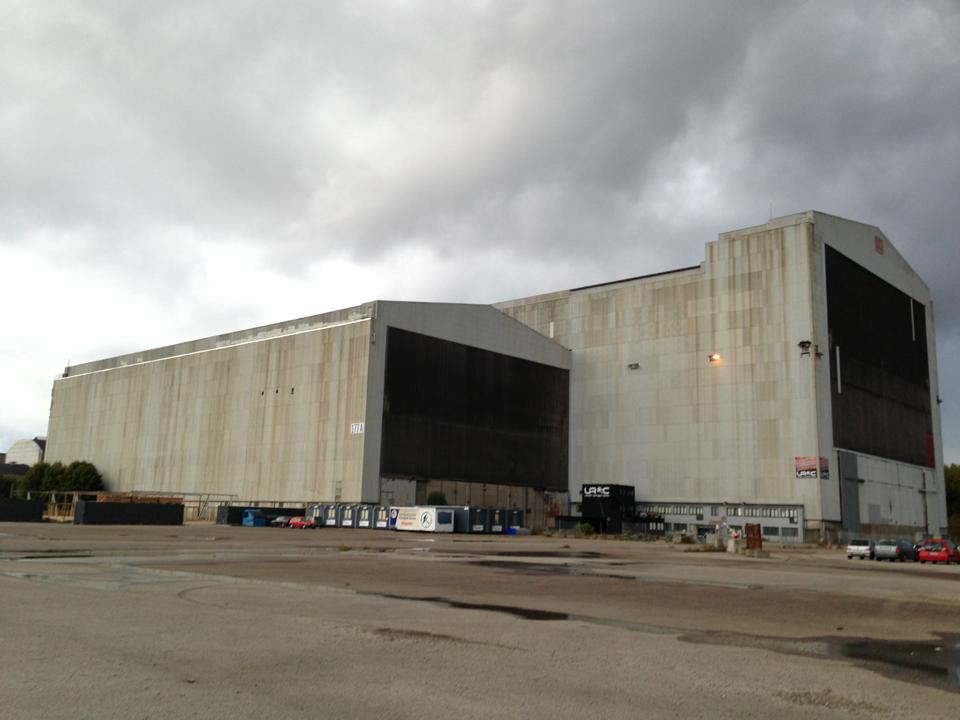
El complex B&W Hallerne, a l'illa de Refshaleøen, Copenhaguen

La televisió pública danesa DR va ser l'organitzadora de l'esdeveniment. El 2 de setembre de 2013 l'ens va anunciar que la seu escollida era el complex B&W Hallerne, a l'illa de Refshaleøen, que pertany al municipi de Copenhague. El complex va ser redissenyat completament per adaptar-lo al concepte d'"Eurovision Island" (Illa Eurovisió) que la direcció artística de la cadena volia implementar per a aquesta edició del Festival.
Les ciutats de Herning, Horsens, Aalborg i Fredericia havien presentat també les seves propostes alternatives, però finalment van ser descartades per la DR.
Els tres presentadors de l'esdeveniment van ser Lise Rønne, Nikolaj Koppel i Pilou Asbæk.

## Països participants

Països participants que es van classificar per a la final.
Països participants que no es van classificar per a la final.
Països que hi van participar al passat però no el 2014.

La següent taula mostra la llista dels 37 participants confirmats (membres actius de la UER). La llista oficial es va fer pública el 9 de gener de 2014; el sorteig de les semifinals va tindre lloc el 20 de gener de 2014:
| País i TV                | Títol original de la cançó     | Artista                     | Procés i data de selecció |
| País i TV                | Traducció al català            | Llengües                    | Procés i data de selecció |
| ------------------------ | ------------------------------ | --------------------------- | --- |
| Albània · RTSH           | One night’s anger              | Herciana Matmuja            | La RTSH va tornar a escollir el seu representant a través del seu històric Festivali i Këngës. La final va tindre lloc el 28 de desembre de 2013. |
| Albània · RTSH           | ‘Ràbia d'una nit’              | anglès                      | La RTSH va tornar a escollir el seu representant a través del seu històric Festivali i Këngës. La final va tindre lloc el 28 de desembre de 2013. |
| Alemanya · NDR           | Is It Right                    | Elaiza                      | L'ARD va confirmar que tornaria a organitzar una preselecció oberta per escollir el seu representant, que aquest cop s'anomena Unser Song für Dänemark. La final va tenir lloc el 13 de març de 2014. |
| Alemanya · NDR           | ‘És correcte’                  | anglès                      | L'ARD va confirmar que tornaria a organitzar una preselecció oberta per escollir el seu representant, que aquest cop s'anomena Unser Song für Dänemark. La final va tenir lloc el 13 de març de 2014. |
| Armenia · AMPTV          | Not Alone                      | Aram Mp3                    | La televisió pública armènia va confirmar que participaria al Festival. L'elecció d'artista tornà a ser completament interna, i el nom escollit es va donar a conèixer el 31 de desembre de 2013; l'elecció de la cançó es va realitzar posteriorment, i es va presentar al públic el 14 de març de 2014. |
| Armenia · AMPTV          | ‘No estàs sol'                 | anglès                      | La televisió pública armènia va confirmar que participaria al Festival. L'elecció d'artista tornà a ser completament interna, i el nom escollit es va donar a conèixer el 31 de desembre de 2013; l'elecció de la cançó es va realitzar posteriorment, i es va presentar al públic el 14 de març de 2014. |
| Àustria · ORF            | Rise Like a Phoenix            | Conchita Wurst              | La cançó també va ser escollida internament i presentada el 18 de març de 2014. |
| Àustria · ORF            | ‘Alçar-se com un Fènix’        | anglès                      | La cançó també va ser escollida internament i presentada el 18 de març de 2014. |
| Azerbaidjan · ITV        | Start A Fire!                  | Dilara Kazimova             | La ITV va confirmar que participaria al Festival. Aquest cop, el mètode de selecció del representant azerbaidjanès va recaure al talent show Böyük Sehne, la final del qual va tindre lloc el 2 de març de 2014. Posteriorment, es va escollir internament la cançó que interpretaria l'artista guanyadora; el tema va ser presentat públicament el 16 de març de 2014.                                                                                  |
| Azerbaidjan · ITV        | ‘Comença un foc!’              | anglès                      | La ITV va confirmar que participaria al Festival. Aquest cop, el mètode de selecció del representant azerbaidjanès va recaure al talent show Böyük Sehne, la final del qual va tindre lloc el 2 de març de 2014. Posteriorment, es va escollir internament la cançó que interpretaria l'artista guanyadora; el tema va ser presentat públicament el 16 de març de 2014.                                                                                  |
| Bèlgica · VRT            | Mother                         | Axel Hirsoux                | L'ens flamenc VRT va prendre el relleu de la televisió francòfona RTBF quant a l'organització de la preselecció belga. Aquest cop, la VRT va reprendre l'organització de preseleccions obertes, com feia fins al 2008, amb el format anomenat Eurosong. La final va tindre lloc el 16 de març de 2014. |
| Bèlgica · VRT            | ‘Mare’                         | anglès                      | L'ens flamenc VRT va prendre el relleu de la televisió francòfona RTBF quant a l'organització de la preselecció belga. Aquest cop, la VRT va reprendre l'organització de preseleccions obertes, com feia fins al 2008, amb el format anomenat Eurosong. La final va tindre lloc el 16 de març de 2014. |
| Belarús · BTRC           | Cheesecake                     | TEO                         | La BTRC va optar un altre cop per una preselecció pública i oberta. La final televisada va tindre lloc el 10 de gener de 2014. |
| Belarús · BTRC           | ‘Pastís de formatge’           | anglès                      | La BTRC va optar un altre cop per una preselecció pública i oberta. La final televisada va tindre lloc el 10 de gener de 2014. |
| Dinamarca · DR           | Cliché love song               | Basim                       | La DR va ser l'amfitriona de l'edició de 2014. Com és habitual, l'ens danès va tornar a organitzar el seu històric festival de preselecció anomenat Melodi Grand Prix, que aquest cop va tindre com a seu la ciutat d'Odense. La final es va dur a terme el 8 de març de 2014. |
| Dinamarca · DR           | ‘Típica cançó d'amor’          | anglès                      | La DR va ser l'amfitriona de l'edició de 2014. Com és habitual, l'ens danès va tornar a organitzar el seu històric festival de preselecció anomenat Melodi Grand Prix, que aquest cop va tindre com a seu la ciutat d'Odense. La final es va dur a terme el 8 de març de 2014. |
| Eslovènia · RTVSLO       | Spet (Round & round)           | Tinkara Kovač               | La televisió pública eslovena va confirmar definitivament la seva participació el 17 de gener de 2014, després de demanar a la UER una pròrroga per aconseguir el finançament necessari. L'ens també va confirmar que reprenia el seu sistema de preselecció oberta anomenat EMA, la final del qual va tindre lloc el 8 de març de 2014. |
| Eslovènia · RTVSLO       | ‘Un altre cop’                 | anglès i eslovè             | La televisió pública eslovena va confirmar definitivament la seva participació el 17 de gener de 2014, després de demanar a la UER una pròrroga per aconseguir el finançament necessari. L'ens també va confirmar que reprenia el seu sistema de preselecció oberta anomenat EMA, la final del qual va tindre lloc el 8 de març de 2014. |
| Espanya · TVE            | Dancing in the rain            | Ruth Lorenzo                | La televisió pública espanyola TVE tornà a participar en el Festival, però aquest cop retornà al mètode de preselecció oberta en format d'una sola gala, que va tindre lloc el 22 de febrer de 2014. |
| Espanya · TVE            | ‘Ballant sota la pluja’        | anglès i castellà           | La televisió pública espanyola TVE tornà a participar en el Festival, però aquest cop retornà al mètode de preselecció oberta en format d'una sola gala, que va tindre lloc el 22 de febrer de 2014. |
| Estònia · ERR            | Amazing                        | Tanja                       | La televisió estoniana va confirmar que tornaria a organitzar la seva preselecció habitual anomenada Eesti Laul, la final de la qual es va dur a terme l'1 de març de 2014. |
| Estònia · ERR            | ‘Increïble’                    | anglès                      | La televisió estoniana va confirmar que tornaria a organitzar la seva preselecció habitual anomenada Eesti Laul, la final de la qual es va dur a terme l'1 de març de 2014. |
| Finlàndia · YLE          | Something better               | Softengine                  | La YLE va optar un any més per la seva preselecció oberta anomenada UMK. La final va tindre lloc l'1 de febrer de 2014. |
| Finlàndia · YLE          | ‘Alguna cosa millor’           | anglès                      | La YLE va optar un any més per la seva preselecció oberta anomenada UMK. La final va tindre lloc l'1 de febrer de 2014. |
| França · FT3             | Moustache                      | Twin Twin                   | El grup de televisions públiques de França va confirmar la seva participació al Festival. Posteriorment, va obrir un procés de selecció intern per escollir les tres propostes que participaren en una preselecció oberta i televisada, que tindria lloc dins del show Les chansons d'abord, que va tindre lloc el 26 de gener de 2014, tot i que la proposta guanyadora no es va anunciar fins al 2 de març de 2014.                                    |
| França · FT3             | ‘Mostatxo’                     | francès                     | El grup de televisions públiques de França va confirmar la seva participació al Festival. Posteriorment, va obrir un procés de selecció intern per escollir les tres propostes que participaren en una preselecció oberta i televisada, que tindria lloc dins del show Les chansons d'abord, que va tindre lloc el 26 de gener de 2014, tot i que la proposta guanyadora no es va anunciar fins al 2 de març de 2014.                                    |
| Geòrgia · GPB            | Three minutes to Earth         | Mariko Ebralidze i The Shin | La televisió pública georgiana va confirmar la seva participació al Festival. L'elecció d'artista i cançó seria un cop més completament interna; els artistes escollits van ser presentats el 4 de febrer de 2014 mentre que la cançó es va donar a conèixer públicament el 14 de març de 2014. |
| Geòrgia · GPB            | ‘Tres minuts per la Terra’     | anglès                      | La televisió pública georgiana va confirmar la seva participació al Festival. L'elecció d'artista i cançó seria un cop més completament interna; els artistes escollits van ser presentats el 4 de febrer de 2014 mentre que la cançó es va donar a conèixer públicament el 14 de març de 2014. |
| Grècia · NERIT           | Rise up                        | Freaky Fortune i Riskykidd  | Després del desmantellament de l'ens públic grec ERT, dut a terme pel govern hel·lè el 12 de juny de 2013, el nou ens públic projectat per l'administració, anomenat NERIT, va prendre el relleu de l'ERT en la participació al Festival com a membre successor seu dins la UER. Un cop més, i a causa de la seva greu situació financera, la preselecció pública grega va ser produïda pel canal privat MAD TV i va tenir lloc l'11 de març de 2014.    |
| Grècia · NERIT           | ‘Aixeca't’                     | anglès                      | Després del desmantellament de l'ens públic grec ERT, dut a terme pel govern hel·lè el 12 de juny de 2013, el nou ens públic projectat per l'administració, anomenat NERIT, va prendre el relleu de l'ERT en la participació al Festival com a membre successor seu dins la UER. Un cop més, i a causa de la seva greu situació financera, la preselecció pública grega va ser produïda pel canal privat MAD TV i va tenir lloc l'11 de març de 2014.    |
| Hongria · MTV            | Running                        | Kállay-Saunders             | L'ens hongarès va tornar a optar per la seva preselecció oberta anomenada A Dal. La final va tindre lloc el 22 de febrer de 2014. |
| Hongria · MTV            | ‘Corrent’                      | anglès                      | L'ens hongarès va tornar a optar per la seva preselecció oberta anomenada A Dal. La final va tindre lloc el 22 de febrer de 2014. |
| Irlanda · RTÉ            | Heartbeat                      | Can-Linn feat. Kasey Smith  | La RTÉ va tornar a emprar la seva preselecció oberta d'una única gala anomenada Eurosong, que es va dur a terme el 28 de febrer de 2014. |
| Irlanda · RTÉ            | ‘Batec del cor’                | anglès                      | La RTÉ va tornar a emprar la seva preselecció oberta d'una única gala anomenada Eurosong, que es va dur a terme el 28 de febrer de 2014. |
| Islàndia · RÚV           | No prejudices                  | Pollapönk                   | La televisió pública islandesa va celebrar un cop més el seu habitual festival de preselecció anomenat Söngvakeppnin Sjónvarpsins. La final va tindre lloc el 15 de febrer de 2014. |
| Islàndia · RÚV           | ‘Sense prejudicis'             | anglès                      | La televisió pública islandesa va celebrar un cop més el seu habitual festival de preselecció anomenat Söngvakeppnin Sjónvarpsins. La final va tindre lloc el 15 de febrer de 2014. |
| Israel · IBA             | Same Heart                     | Mei Finegold                | L'ens públic israelià va confirmar la seva participació al Festival; posteriorment, va anunciar l'artista escollit internament l'11 de gener de 2014. Aquesta artista va presentar diverses propostes perquè el públic israelià votés la seva favorita en una gala televisada, que va tindre lloc el 5 de març de 2014. |
| Israel · IBA             | ‘Mateix cor’                   | anglès i hebreu             | L'ens públic israelià va confirmar la seva participació al Festival; posteriorment, va anunciar l'artista escollit internament l'11 de gener de 2014. Aquesta artista va presentar diverses propostes perquè el públic israelià votés la seva favorita en una gala televisada, que va tindre lloc el 5 de març de 2014. |
| Itàlia · RAI             | La mia città                   | Emma Marrone                | La RAI va confirmar que participaria de nou al Festival, però aquest cop no va tornar a emprar com a mètode d'elecció del seu representant l'històric Festival de Sanremo, sinó que va dur a terme una elecció interna independent de l'esdeveniment. L'artista escollida va ser anunciada oficialment el 22 de gener de 2014; la cançó va ser confirmada el 25 de gener de 2014.                                                                        |
| Itàlia · RAI             | ‘La meva ciutat’               | italià                      | La RAI va confirmar que participaria de nou al Festival, però aquest cop no va tornar a emprar com a mètode d'elecció del seu representant l'històric Festival de Sanremo, sinó que va dur a terme una elecció interna independent de l'esdeveniment. L'artista escollida va ser anunciada oficialment el 22 de gener de 2014; la cançó va ser confirmada el 25 de gener de 2014.                                                                        |
| Letònia · LTV            | Cake to bake                   | Aarzemnieki                 | Latvijas Televizija va confirmar que no tenia intenció d'abandonar el Festival, malgrat els pobres resultants dels darrers cinc anys. Un cop més, va utilitzar el seu habitual sistema obert de preselecció anomenat Dziesma, la final del qual va tindre lloc el 22 de febrer de 2014. |
| Letònia · LTV            | ‘Pastís per enfornar’          | anglès                      | Latvijas Televizija va confirmar que no tenia intenció d'abandonar el Festival, malgrat els pobres resultants dels darrers cinc anys. Un cop més, va utilitzar el seu habitual sistema obert de preselecció anomenat Dziesma, la final del qual va tindre lloc el 22 de febrer de 2014. |
| Lituània · LRT           | Attention                      | Vilija Matačiūnaitė         | Lietuvos Radijas ir Televizija va organitzar aquest cop un nou format de preselecció oberta, anomenada Eurovizijos nacionalinè atranka. La final va tindre lloc l'1 de març de 2014. |
| Lituània · LRT           | ‘Atenció’                      | anglès                      | Lietuvos Radijas ir Televizija va organitzar aquest cop un nou format de preselecció oberta, anomenada Eurovizijos nacionalinè atranka. La final va tindre lloc l'1 de març de 2014. |
| ARI de Macedònia · MKRTV | To the sky                     | Tijana Dapčević             | Makedonska Radio Televizija va optar un cop més per dur a terme una elecció interna i el 28 d'agost de 2013 va anunciar l'artista escollida. La cançó que s'interpretaria al Festival va ser presentada al públic el 22 de febrer de 2014. |
| ARI de Macedònia · MKRTV | ‘Cap al cel'                   | anglès                      | Makedonska Radio Televizija va optar un cop més per dur a terme una elecció interna i el 28 d'agost de 2013 va anunciar l'artista escollida. La cançó que s'interpretaria al Festival va ser presentada al públic el 22 de febrer de 2014. |
| Malta · PBS              | Coming home                    | Firelight                   | La televisió pública maltesa va confirmar la seva participació al proper Festival. Posteriorment, va obrir una convocatòria per participar-hi a la seva preselecció oberta, anomenada MESC, la final de la qual va tindre lloc el 8 de febrer de 2014. |
| Malta · PBS              | ‘Tornant a casa’               | anglès                      | La televisió pública maltesa va confirmar la seva participació al proper Festival. Posteriorment, va obrir una convocatòria per participar-hi a la seva preselecció oberta, anomenada MESC, la final de la qual va tindre lloc el 8 de febrer de 2014. |
| Moldàvia · TRM           | Wild soul                      | Cristina Scarlat            | La TRM va confirmar la seva participació al proper Festival; posteriorment, va obrir una convocatòria per enviar-hi propostes a la seva habitual preselecció oberta, la final de la qual va tindre lloc el 15 de març de 2014. |
| Moldàvia · TRM           | ‘Ànima salvatge’               | anglès                      | La TRM va confirmar la seva participació al proper Festival; posteriorment, va obrir una convocatòria per enviar-hi propostes a la seva habitual preselecció oberta, la final de la qual va tindre lloc el 15 de març de 2014. |
| Montenegro · RTCG        | Moj svijet                     | Sergej Ćetković             | La RTCG va confirmar la seva participació al proper Festival. L'elecció d'artista i cançó tornaria a ser completament interna; l'artista triat va ser anunciat el 19 de novembre de 2013 i la seva cançó va ser presentada el 9 de març de 2014. |
| Montenegro · RTCG        | ‘El meu món'                   | montenegrí                  | La RTCG va confirmar la seva participació al proper Festival. L'elecció d'artista i cançó tornaria a ser completament interna; l'artista triat va ser anunciat el 19 de novembre de 2013 i la seva cançó va ser presentada el 9 de març de 2014. |
| Noruega · NRK            | Silent storm                   | Carl Espen                  | L'ens públic noruec va apostar de nou pel seu habitual format de preselecció anomenat Melodi Grand Prix, però aquest cop introduint-hi alguns canvis. La final va tindre lloc el 15 de març de 2014. |
| Noruega · NRK            | ‘Tempesta silenciosa’          | anglès                      | L'ens públic noruec va apostar de nou pel seu habitual format de preselecció anomenat Melodi Grand Prix, però aquest cop introduint-hi alguns canvis. La final va tindre lloc el 15 de març de 2014. |
| Països Baixos · AVROTROS | Calm after the storm           | The Common Linnets          | La TROS va anunciar que a partir de 2014 es fusionaria amb un altre canal públic, l'AVRO. Abans d'això, la TROS va presentar el grup escollit internament el 25 de novembre de 2013. La cançó que interpretaren també va ser escollida internament i presentada al públic el 12 de març de 2014. |
| Països Baixos · AVROTROS | ‘Calma després de la tempesta’ | anglès                      | La TROS va anunciar que a partir de 2014 es fusionaria amb un altre canal públic, l'AVRO. Abans d'això, la TROS va presentar el grup escollit internament el 25 de novembre de 2013. La cançó que interpretaren també va ser escollida internament i presentada al públic el 12 de març de 2014. |
| Polònia · TVP            | My słowianie                   | Donatan i Cleo              | La TVP va confirmar el seu retorn al Festival, després de les seves dues darreres absències, motivades per raons financeres i per pobres resultats. L'elecció d'artista i cançó va ser completament interna, i ambdós es van anunciar el 25 de febrer de 2014. |
| Polònia · TVP            | ‘Nosaltres els eslaus'         | anglès i polonès            | La TVP va confirmar el seu retorn al Festival, després de les seves dues darreres absències, motivades per raons financeres i per pobres resultats. L'elecció d'artista i cançó va ser completament interna, i ambdós es van anunciar el 25 de febrer de 2014. |
| Portugal · RTP           | Quero ser tua'                 | SuzySuzy                    | L'ens portuguès igualment recuperà el seu tradicional Festival da Cançao com a mètode de preselecció oberta; la final es va dur a terme el 15 de març de 2014. |
| Portugal · RTP           | ‘Vull ser teva’                | portuguès                   | L'ens portuguès igualment recuperà el seu tradicional Festival da Cançao com a mètode de preselecció oberta; la final es va dur a terme el 15 de març de 2014. |
| Regne Unit · BBC         | Children of the Universe       | Molly                       | La BBC va confirmar un cop més que l'elecció d'artista i cançó tornaria a ser completament interna. El 3 de març de 2014 l'ens britànic va presentar tant la cantant com el tema que interpretarà aquesta al Festival. |
| Regne Unit · BBC         | ‘Fills de l'univers'           | anglès                      | La BBC va confirmar un cop més que l'elecció d'artista i cançó tornaria a ser completament interna. El 3 de març de 2014 l'ens britànic va presentar tant la cantant com el tema que interpretarà aquesta al Festival. |
| Romania · TVR            | Miracle                        | Ovi i Paula Seling          | La televisió pública romanesa va confirmar la seva participació al Festival. Un cop més, va organitzar una preselecció oberta anomenada Selectia Nationala, la final de la qual va tindre lloc l'1 de març de 2014. |
| Romania · TVR            | ‘Miracle’                      | anglès                      | La televisió pública romanesa va confirmar la seva participació al Festival. Un cop més, va organitzar una preselecció oberta anomenada Selectia Nationala, la final de la qual va tindre lloc l'1 de març de 2014. |
| Rússia · RTR             | Shine                          | Germanes Tolmatxovi         | Rússia 1 va anunciar que organitzaria una preselecció oberta i televisada, però finalment es va decantar per una elecció completament interna. Les artistes escollides es van anunciar el 14 de març de 2014. |
| Rússia · RTR             | ‘Brillar’                      | anglès                      | Rússia 1 va anunciar que organitzaria una preselecció oberta i televisada, però finalment es va decantar per una elecció completament interna. Les artistes escollides es van anunciar el 14 de març de 2014. |
| San Marino · SMRTV       | Maybe                          | Valentina Monetta           | El director de la SMTV va expressar el seu desig de participar de nou al Festival de 2014 tot just finalitzada l'edició de 2013. Així doncs, el 19 de juny de 2013, la televisió sanmarinesa va anunciar al seu web que havien arribat a un acord amb el mateix equip que havia participat el 2013 per a participar-hi de nou el 2014. La cançó va ser presentada al públic el 14 de març de 2014.                                                       |
| San Marino · SMRTV       | ‘Potser’                       | anglès                      | El director de la SMTV va expressar el seu desig de participar de nou al Festival de 2014 tot just finalitzada l'edició de 2013. Així doncs, el 19 de juny de 2013, la televisió sanmarinesa va anunciar al seu web que havien arribat a un acord amb el mateix equip que havia participat el 2013 per a participar-hi de nou el 2014. La cançó va ser presentada al públic el 14 de març de 2014.                                                       |
| Suècia · SVT             | Undo                           | Sanna Nielsen               | La SVT va tornar a organitzar el seu històric festival de preselecció anomenat Melodifestivalen. La final va tindre lloc a Estocolm el 8 de març de 2014. |
| Suècia · SVT             | ‘Desfés'                       | anglès                      | La SVT va tornar a organitzar el seu històric festival de preselecció anomenat Melodifestivalen. La final va tindre lloc a Estocolm el 8 de març de 2014. |
| Suïssa · SRG SSR         | Hunter of stars                | Sebalter                    | Els diversos canals públics suïssos van escollir els sis finalistes de la seva preselecció oberta, de diferent forma: mentre el canal de parla alemanya va triar de nou els seus finalistes d'entre els candidats que presentaren propostes a la seva plataforma web, els canals de parla francesa i italiana escolliren els seus finalistes de forma interna. La final televisada va tindre lloc a la ciutat de Kreuzlingen el dia 1 de febrer de 2014. |
| Suïssa · SRG SSR         | ‘Caçador d'estrelles'          | anglès                      | Els diversos canals públics suïssos van escollir els sis finalistes de la seva preselecció oberta, de diferent forma: mentre el canal de parla alemanya va triar de nou els seus finalistes d'entre els candidats que presentaren propostes a la seva plataforma web, els canals de parla francesa i italiana escolliren els seus finalistes de forma interna. La final televisada va tindre lloc a la ciutat de Kreuzlingen el dia 1 de febrer de 2014. |
| Ucraïna · NTU            | Tick-tock                      | Maria Iaremtxuk             | La televisió pública ucraïnesa va tornar a organitzar una preselecció oberta el 21 de desembre de 2013, per escollir tant la cantant com la cançó pel proper Festival. |
| Ucraïna · NTU            | -                              | anglès                      | La televisió pública ucraïnesa va tornar a organitzar una preselecció oberta el 21 de desembre de 2013, per escollir tant la cantant com la cançó pel proper Festival. |

## Resultats

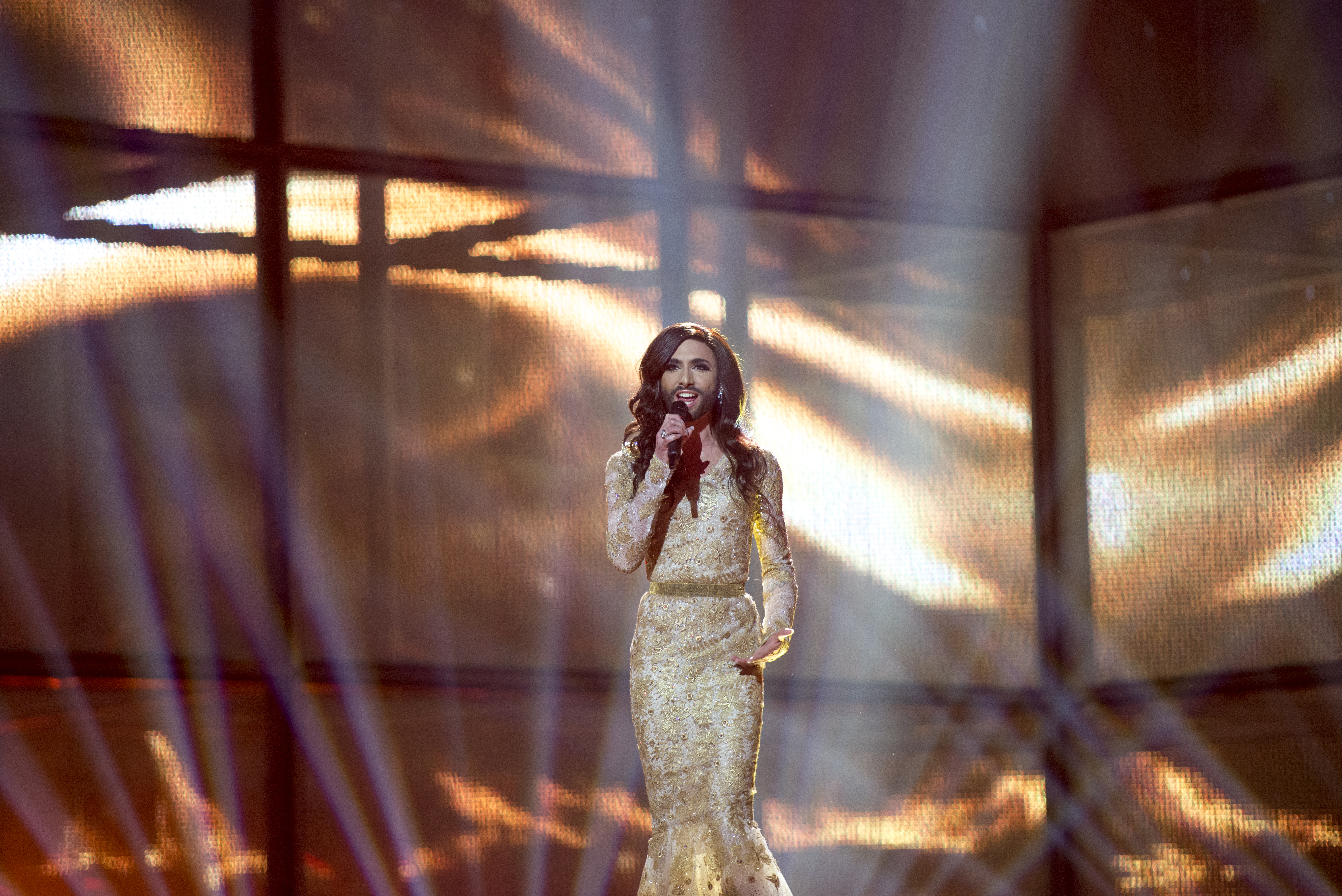
Conchita Wurst amb el seu tema Rise like a Phoenix va aconseguir la primera victòria d'Àustria des de 1966 amb 290 punts.
AUT

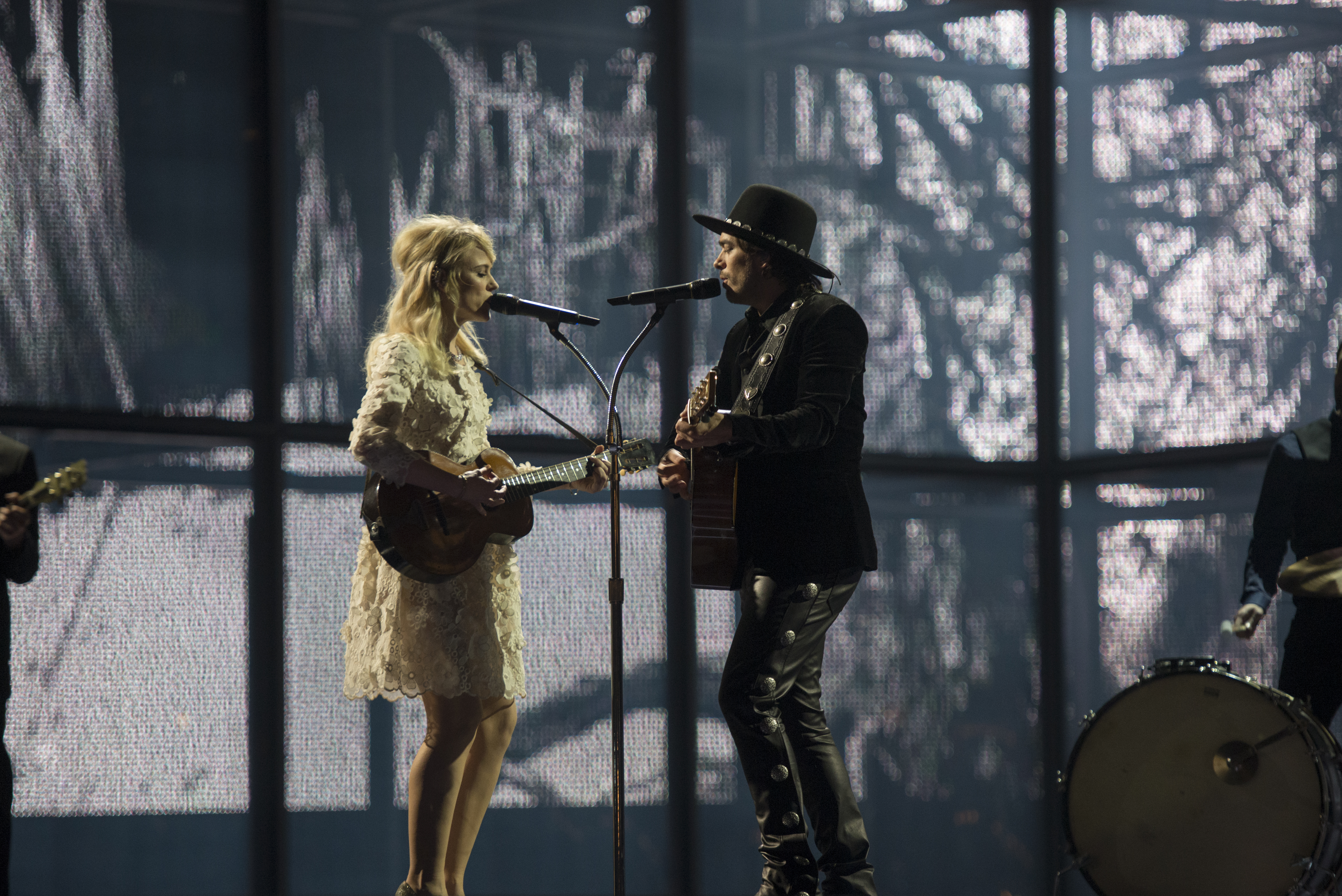
The Common Linnets amb la cançó Calm after the storm va aconseguir ser subcampió amb 238 punts, el millor resultat d'aquest país des de 1975 on va guanyar per última vegada.
NED

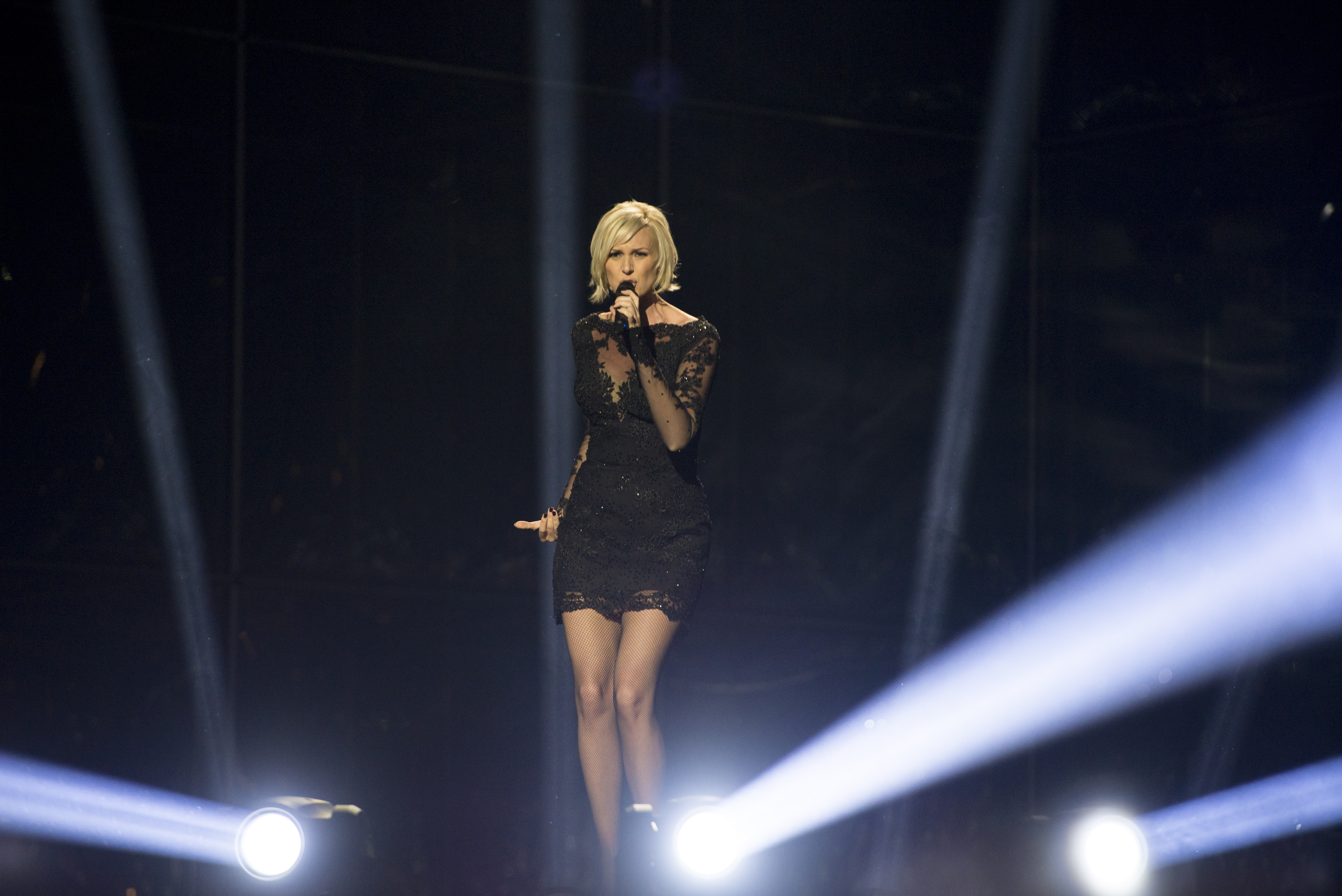
Sanna Nielsen amb la cançó Undo va finalitzar en tercera posició amb 218 punts, malgrat haver sigut la màxima favorita per guanyar en aquesta edició.
SWE

Semifinal 1: 6 de maig de 2014
| Posició | País          | Artista                | Cançó                | Puntuació |
| ------- | ------------- | ---------------------- | -------------------- | --------- |
| 01      | Països Baixos | The Common Linnets     | Calm After The Storm | 150       |
| 02      | Suècia        | Sanna Nielsen          | Undo                 | 131       |
| 03      | Hongria       | András Kállay-Saunders | Running              | 127       |
| 04      | Armènia       | Aram MP3               | Not Alone            | 121       |
| 05      | Ucraïna       | Mariya Yaremchuk       | Tick - Tock          | 118       |
| 06      | Rússia        | Tolmachevy Sisters     | Shine                | 63        |
| 07      | Montenegro    | Sergej Ćetković        | Moj Svijet           | 63        |
| 08      | Islàndia      | Pollapönk              | No Prejudice         | 61        |
| 09      | Azerbaidjan   | Dilara Kazimova        | Start a Fire         | 57        |
| 10      | San Marino    | Valentina Monetta      | Maybe (Forse)        | 40        |
| 11      | Portugal      | Suzy                   | Quero Ser Tua        | 39        |
| 12      | Estònia       | Tanja                  | Amazing              | 36        |
| 13      | Letònia       | Aarzemnieki            | Cake To Bake         | 33        |
| 14      | Bèlgica       | Axel Hirsoux           | Mother               | 28        |
| 15      | Albània       | Hersi                  | One Night's Anger    | 22        |
| 16      | Moldàvia      | Cristina Scarlat       | Wild Soul            | 13        |

Semifinal 2: 8 de maig de 2013.
| Posició | País             | Artista                          | Cançó                        | Puntuació |
| ------- | ---------------- | -------------------------------- | ---------------------------- | --------- |
| 01      | Àustria          | Conchita Wurst                   | Rise Like a Phoenix          | 169       |
| 02      | Romania          | Paula Seling & Ovi               | Miracle                      | 125       |
| 03      | Finlàndia        | Softengine                       | Something Better             | 97        |
| 04      | Suïssa           | Sebalter                         | Hunter of Stars              | 92        |
| 05      | Belarús          | Teo                              | Cheesecake                   | 87        |
| 06      | Noruega          | Carl Espen                       | Silent Storm                 | 77        |
| 07      | Grècia           | Freaky Fortune feat. RiskyKidd   | Rise Up                      | 74        |
| 08      | Polònia          | Donatan & Cleo                   | My Słowianie - We Are Slavic | 70        |
| 09      | Malta            | Firelight                        | Coming Home                  | 63        |
| 10      | Eslovènia        | Tinkara Kovač                    | Round and round              | 52        |
| 11      | Lituània         | Vilija Matačiūnaitė              | Attention                    | 36        |
| 12      | Irlanda          | Can-Linn (featuring Kasey Smith) | Heartbeat                    | 35        |
| 13      | ARI de Macedònia | Tijana                           | To the Sky                   | 33        |
| 14      | Israel           | Mei Finegold                     | Same Heart                   | 19        |
| 15      | Geòrgia          | The Shin and Mariko              | Three Minutes to Earth       | 15        |

Final: 10 de maig de 2014
| Posició | País          | Artista                    | Cançó                    | Punts |
| ------- | ------------- | -------------------------- | ------------------------ | ----- |
| 1       | Àustria       | Conchita Wurst             | Rise Like a Phoenix      | 290   |
| 2       | Països Baixos | The Common Linnets         | Calm After The Storm     | 238   |
| 3       | Suècia        | Sanna Nielsen              | Undo                     | 218   |
| 4       | Armènia       | Aram MP3                   | Not Alone                | 174   |
| 5       | Hongria       | András Kallay-Saunders     | Running                  | 143   |
| 6       | Ucraïna       | Mariia Iaremtxuk           | Tick-Tock                | 113   |
| 7       | Rússia        | Les germanes Tolmatxevy    | Shine                    | 89    |
| 8       | Noruega       | Carl Espen                 | Silent Storm             | 88    |
| 9       | Dinamarca     | Basim                      | Cliché Love Song         | 74    |
| 10      | Espanya       | Ruth Lorenzo               | Dancing in the Rain      | 74    |
| 11      | Finlàndia     | Softengine                 | Something Better         | 72    |
| 12      | Romania       | Paula Seling i Ovi         | Miracle                  | 72    |
| 13      | Suïssa        | Sebalter                   | Hunter of Stars          | 64    |
| 14      | Polònia       | Donatan i Cleo             | My Słowanie              | 62    |
| 15      | Islàndia      | Pollapönk                  | No prejudice             | 58    |
| 16      | Belarús       | Teo                        | Cheesecake               | 43    |
| 17      | Regne Unit    | Molly                      | Children of the Universe | 40    |
| 18      | Alemanya      | Elaiza                     | Is It Right              | 39    |
| 19      | Montenegro    | Sergej Ćetković            | Moj svijet               | 37    |
| 20      | Grècia        | Freaky Fortune i RiskyKidd | Rise Up                  | 35    |
| 21      | Itàlia        | Emma                       | La mia città             | 33    |
| 22      | Azerbaidjan   | Dilara Kazimova            | Start a Fire             | 33    |
| 23      | Malta         | Firelight                  | Coming Home              | 32    |
| 24      | San Marino    | Valentina Monetta          | Maybe                    | 14    |
| 25      | Eslovènia     | Tinkara Kovač              | Round and Round          | 9     |
| 26      | França        | TWIN TWIN                  | Moustache                | 2     |

### Ordre de votació
| 1. Azerbaidjan · 2. Grècia · 3. Polònia · 4. Albània · 5. San Marino · 6. Dinamarca · 7. Montenegro · 8. Romania · 9. Rússia · 10. Països Baixos · 11. Malta · 12. França · 13. Regne Unit | 14. Letònia · 15. Armènia · 16. Islàndia · 17. ARI de Macedònia · 18. Suècia · 19. Belarús · 20. Alemanya · 21. Israel · 22. Portugal · 23. Noruega · 24. Estònia · 25. Hongria · 26. Moldàvia | 27. Irlanda · 28. Finlàndia · 29. Lituània · 30. Àustria · 31. Espanya · 32. Bèlgica · 33. Itàlia · 34. Ucraïna · 35. Suïssa · 36. Geòrgia · 37. Eslovènia |

### Màximes puntuacions
Després de la votació, els països que van rebre 12 punts a la Final van ser:
| N. | A             | De                                                                          |
| -- | ------------- | --------------------------------------------------------------------------- |
| 13 | Àustria       | GRE · NED · GBR · SWE · ISR · POR · IRL · FIN · ESP · BEL · ITA · SUI · SVN |
| 8  | Països Baixos | POL · LAT · ISL · DEU · NOR · EST · HUN · LTU                               |
| 3  | Armènia       | FRA · AUT · GEO                                                             |
| 3  | Suècia        | DEN · ROU · UKR                                                             |
| 2  | Montenegro    | ARM · MKD                                                                   |
| 2  | Rússia        | AZE · BLR                                                                   |
| 1  | Azerbaidjan   | SMR                                                                         |
| 1  | Belarús       | RUS                                                                         |
| 1  | Espanya       | ALB                                                                         |
| 1  | Hongria       | MNE                                                                         |
| 1  | Itàlia        | MLT                                                                         |
| 1  | Romania       | MDA                                                                         |

## Altres membres de la UER que no hi participen
- Andorra: La RTVA va confirmar que l'ens públic andorrà continuaria sense participar un any més degut a la manca de pressupost i al desinterès pels pobres resultats assolits fins al 2009, quan va participar per darrer cop.
- Bòsnia i Hercegovina: La BHRT es va pre-inscriure al Festival, però degut a la manca de patrocinadors, va decidir no participar-hi, tal com ja havia fet l'any anterior.
- Bulgària: La Televisió Nacional de Bulgària va decidir no participar en el següent Festival perquè no podia fer front a la pujada de costos que li suposaria prendre-hi part.
- Croàcia: La televisió croata HRT va anunciar la seva retirada del Festival degut als greus problemes pressupostaris que pateix.
- Eslovàquia: El director de la televisió eslovaca RTVS va afirmar que no tenen plans per retornar al Festival. La seva darrera participació va ser al 2012.
- Luxemburg: La RTL va confirmar que no retornaria al Festival, després de vint anys d'absència continuada.
- Mònaco: La televisió monegasca TMC Monte Carlo va confirmar que no retornaria al Festival. La seva darrera participació va tindre lloc al 2006.
- Txèquia: Un cop més, l'ens públic txec CT va confirmar que no retornaria pel Festival de 2014. La seva darrera participació va ser al 2009.
- Sèrbia: La RTS va decidir enretirar-se degut als greus problemes financers que suporta.
- Turquia: La televisió pública turca TRT va reafirmar la seva posició de no participar en el Festival mentre no s'hi introdueixin canvis en el format del concurs.
- Xipre: L'ens xipriota CyBC va decidir no participar en aquesta edició degut a les severes restriccions pressupostàries imposades pel govern de l'illa amb relació a la seva greu crisi financera.

Els membres restants de la UER (Marroc, Algèria, Tunísia, Egipte, Líban i Jordània) no han participat mai al Festival (excepte el Marroc el 1980) i tampoc han mostrat un veritable interès a fer-ho, per raons culturals, polítiques i econòmiques.
L'ens televisiu 1FLTV, única televisió que opera amb seu a Liechtenstein, va presentar la seva candidatura a convertir-se en un nou membre actiu de la UER, la qual cosa permetria a aquest país participar en el Festival; però, de moment, aquesta no ha estat acceptada per l'organisme europeu i el propi ens descarta que ho faci a temps de debutar el 2014.